# Pia und die wilden Tiere
Pia und die wilden Tiere ist eine deutsche Tier-Doku-Fernsehserie für Kinder, die zwischen 2020 und 2023 auf KiKA ausgestrahlt wurde. Alle Titelmusiken, Scoremusiken sowie die Songs für Pia und die wilden Tiere wurden von Harald Reitinger gemeinsam mit Uli Fischer geschrieben und produziert.
„Pia“, dargestellt von Pia Amofa-Antwi, reist um die Welt. Dabei steht in jeder Folge ein anderes Tier im Mittelpunkt, über das Pia sich erst einmal Grundwissen aneignet, um dann von Experten vor Ort neues Wissen zu erhalten.
Die Serie startete am 7. Oktober 2020 auf KiKA, dem Kinderkanal von ARD und ZDF. Sie ist die Fortsetzung von Anna und die wilden Tiere mit Annika Preil, Paula und die wilden Tiere mit der Schauspielerin Grit Paulussen und Felix und die wilden Tiere mit Felix Heidinger im BR-Fernsehen. Die Reihen Pia und die wilde Natur, Pia und das wilde Wissen sowie Pia und die Haustiere sind Ableger der Sendung. Die Nachfolgeserie heißt Nina und die wilden Tiere mit der Schauspielerin Nina Ploghaus.
Pia und die wilden Tiere ist eine Produktion der Text und Bild Medienproduktion GmbH & Co. KG (Produzent: Robert Sigl) im Auftrag des Bayerischen Rundfunks (Leitung: Birgitta Kaßeckert, Redaktion: Stefanie Baumann)

## Episodenliste
| Folge | Titel                                | Erstausstrahlung   |
| ----- | ------------------------------------ | ------------------ |
| 1     | Der Tanz der Kreuzotter              | 7. Oktober 2020    |
| 2     | Wie wild ist die Wildkatze?          | 14. Oktober 2020   |
| 3     | Zecken – gruselige Superhelden?      | 21. Oktober 2020   |
| 4     | Die mit dem Wolf heult               | 28. Oktober 2020   |
| 5     | Mit dem Kahn zum Alsterschwan        | 4. November 2020   |
| 6     | Wie giftig ist der Feuersalamander?  | 17. Januar 2021    |
| 7     | Im Revier der Luchse                 | 14. Februar 2021   |
| 8     | Fuchswelpen in Not                   | 24. März 2021      |
| 9     | Der Habichtskauz ist wieder da!      | 14. April 2021     |
| 10    | Voll die frechen Dachse!             | 12. Mai 2021       |
| 11    | Wie malt das Wildschwein?            | 15. Juni 2021      |
| 12    | Bibbern um den Biber                 | 30. Juni 2021      |
| 14    | Rettet den Spatz                     | 6. Oktober 2021    |
| 18    | Ein Rucksack für den Mauersegler     | 16. März 2022      |
| 19    | Die glibberige Welt der Quallen      | 20. Juli 2022      |
| 20    | Wie rosa ist der Flamingo?           | 24. August 2022    |
| 21    | Wer kennt das Ichneumon?             | 17. August 2022    |
| 22    | Im Sumpf der Marismeño-Pferde        | 5. Oktober 2022    |
| 23    | Beeren für den Braunbären            | 12. Oktober 2022   |
| 24    | Wie viel frisst der Vielfraß         | 26. Oktober 2022   |
| 25    | Wo versteckt sich das Gleithörnchen? | 2. November 2022   |
| 26    | Die Affenbande von Gibraltar         | 7. Juni 2023       |
| 27    | Heimlich schleicht die Ginsterkatze  | 21. Juni 2023      |
| 28    | Laut, lauter, Brüllaffe!             | 19. Juli 2023      |
| 29    | Umzug der wuseligen Waldameisen      | 27. September 2023 |
| 30    | Der rätselhafte Regenwurm            | 6. Dezember 2023   |

| Folge | Titel                                | Erstausstrahlung   |
| ----- | ------------------------------------ | ------------------ |
| 1     | Was geht ab im Wattenmeer            | 11. November 2020  |
| 2     | Abenteuer Hochgebirge                | 18. November 2020  |
| 3     | Wunderwelt Pfütze                    | 25. November 2020  |
| 4     | Abenteuer am wilden Fluss            | 2. Dezember 2020   |
| 5     | Mega Matsch im Moor                  | 9. Dezember 2020   |
| 6     | Überleben in der Höhle               | 16. Dezember 2020  |
| 7     | Das Zaubergras der Savanne           | 28. Juli 2021      |
| 8     | Die Wunderwesen der Namib-Wüste      | 18. August 2021    |
| 9     | In Berlin geht’s tierisch ab         | 29. September 2021 |
| 10    | Bergregenwald                        | 27. Oktober 2021   |
| 11    | Bootsafari im Flussdelta             | 21. November 2021  |
| 12    | Abtauchen in die Seegraswiese        | 15. Dezember 2021  |
| 13    | Heiße Spur auf dem Vulkan            | 22. Dezember 2021  |
| 14    | Die Steine des Riesen vom Saimaa See | 9. November 2022   |
| 15    | Eine Nacht auf der Ritterburg        | 18. November 2022  |
| 16    | Abenteuer im Amazonas-Regenwald      | 4. Dezember 2022   |
| 17    | Eisbaden am Polarkreis               | 16. Dezember 2022  |
| 18    | Wer schwimmt im Amazonas             | 13. Januar 2023    |
| 19    | Superflieger auf der Streuobstwiese  | 2. August 2023     |
| 20    | Die Schafe auf dem Gründach          | 23. August 2023    |
| 21    | Im Gleitflug über die Meerenge       | 30. August 2023    |
| 22    | Räuber im See                        | 13. September 2023 |
| 23    | Flaschenpost aus dem Korkeichenwald  | 4. Oktober 2023    |
| 24    | Barfuß im Bach                       | 25. Oktober 2023   |
| 25    | Was versteckt sich im Buchenwald?    | 14. November 2023  |
| 26    | Baggern im Weinberg                  | 29. November 2023  |
| 27    | Auf Schatzsuche im Spreewald         | 14. August 2024    |
| 28    | Spurensuche in den Flussauen         | 18. September 2024 |

| Folge | Titel                                  | Erstausstrahlung |
| ----- | -------------------------------------- | ---------------- |
| 1     | Deutscher Schäferhund                  | 17. Februar 2021 |
| 2     | Hausgans                               | 13. März 2021    |
| 3     | Sibirischer Husky                      | 20. März 2021    |
| 4     | Widderkaninchen                        | 27. März 2021    |
| 5     | Falabella                              | 10. April 2021   |
| 6     | Ein Tag bei der Tierfotografin         | 17. April 2021   |
| 7     | Ein Tag beim Hundeschwimmen            | 15. Mai 2021     |
| 8     | Python                                 | 5. Juni 2021     |
| 9     | Samalikatze                            | 26. Juni 2021    |
| 10    | Ein Tag beim Hufschmied                | 7. August 2021   |
| 11    | Ein Tag bei der Pferdeausbilderin      | 14. August 2021  |
| 12    | Ein Tag mit der Großtierärztin         | 19. März 2022    |
| 13    | Ein Tag in der Reptilienauffangstation | 2. April 2022    |
| 14    | Ein Tag bei den Rettungshunden         | 23. April 2022   |
| 15    | Golden Retriever                       | 7. Mai 2022      |
| 16    | Freigänger-Katze                       | 14. Mai 2022     |
| 17    | Katharinasittiche                      | 4. Juni 2022     |
| 18    | Ein Tag auf dem Pferdegestüt           | 11. Juni 2022    |
| 19    | Sheltie                                | 22. April 2023   |
| 20    | Ein Tag mit der Katzenpsychologin      | 20. Mai 2023     |
| 21    | Asseln                                 | 3. Juni 2023     |
| 22    | Araberpferd                            | 16. Juni 2023    |
| 23    | Saluki                                 | 30. Juni 2023    |
| 24    | Ein Tag mit Lotta und Esel Jonny       | 22. Juni 2024    |

| Folge | Titel                    | Erstausstrahlung |
| ----- | ------------------------ | ---------------- |
| 1     | A wie Amsel              | Oktober 2020     |
| 2     | B wie Brennnessel        | 12. April 2021   |
| 3     | F wie Feldgrille         | 12. April 2021   |
| 4     | G wie Gänseblümchen      | 26. April 2021   |
| 5     | H wie das Große Heupferd | 27. April 2021   |
| 6     | H wie Honigbiene         | 28. April 2021   |
| 7     | K wie Klee               | 29. April 2021   |
| 8     | M wie Marienkäfer        | 30. April 2021   |
| 9     | R wie Regenwurm          | 3. Mai 2021      |
| 10    | T wie Tagpfauenauge      | 4. Mai 2021      |
| 11    | W wie Weinbergschnecke   | 5. Mai 2021      |
| 12    | S wie Sonnentau          | 6. Mai 2021      |
| 13    | W wie Wiesensalbei       | 6. Mai 2021      |